# Ehrgott Bernhard Bendl
Pour les articles homonymes, voir Bendl.
Ehrgott Bernhard Bendl (orthographié aussi Ehregott Bendel ou Pendel), né en 1668 à Pfarrkirchen et mort le 31 janvier 1738 à Augsbourg, est un sculpteur et stucateur bavarois.

## Biographie
Ehrgott Bernhard Bendl est le fils du sculpteur Johann Christoph Bendl (de) (1624-1690) et le petit-fils du sculpteur Jakob Bendl (de) (1585-1660). Il effectue son apprentissage à partir de 1678 chez son père, puis il fait son grand tour qui le mène entre autres à Prague, à Vienne, à Rome et à Paris pendant six ans. Il travaille à Prague avec son parent Johann Georg Bendl et à Vienne avec Innocent Ignaz Bendl, tous deux sculpteurs. Il collabore à l'atelier de Johann Jakob Rills de 1684 à 1687 à Augsbourg.
Ehrgott Bernhard Bendl devient maître en 1687 et acquiert la même année la qualité de bourgeois d'Augsbourg. Il devient alors un sculpteur majeur du style rococo de la région.

## Œuvres principales
Bendl œuvre essentiellement en Allemagne mériodionale et en Suisse. Il travaille le bois, la pierre, le métal et l'ivoire et crée aussi pour l'or et l'argent.
Il réalise les décors de stuc de l'église de pèlerinage de Gartlberg (de) à partir de 1713. Ses six sculptures de pilier de l'église Saint-Georges du couvent des Augustins d'Augsbourg sont des chefs-d'œuvre ; elles représentent Dieu le Père, les quatre Évangélistes et saint Paul. Elles se trouvent aujourd'hui au Germanisches Nationalmuseum de Nuremberg.
Bendl crée aussi les personnages de l'autel de la chapelle de la Vierge de la cathédrale d'Augsbourg. Il travaille pour la basilique Saint-Ulrich-et-Sainte-Afre d'Augsbourg, notamment pour les grilles et les confessionnaux en 1712. Il sculpte autour de 1720 les apôtres de l'église Saint-Maurice d'Augsbourg (de) et une dizaine d'années plus tard aménage le décor intérieur de l'église des franciscaines d'Augsbourg dites de Maria Stern, église-mère de leur congrégation.
Bendl est l'auteur des autels de l'église de Biberbach entre 1712 et  1714, ainsi que du maître-autel de l'abbaye d'Holzen (de) et des sculptures de saint Zacharie, sainte Élisabeth, saint Joachim et sainte Anne. Il est aussi l'auteur de la chaire de l'église de pèlerinage Notre-Dame-du-Bon-Secours de Klosterlechfeld (de) et des statues de saint Joseph et de saint Jean-Baptiste. Il crée aussi l'autel du Rosaire de l'église conventuelle des Augustins, construite par Johann Michael Fischer, à Dießen am Ammersee qui est une merveille du rococo. La statue en argent représentant saint Sébastien (1714-1715), qui se trouve dans l'église Saint-Pierre (de) de Neubourg-sur-le-Danube, est considérée comme l'une de ses pièces maîtresses.  
Certaines de ses œuvres sont conservées dans les musées des environs, comme les Rois Mages au Musée national de Bavière à Munich.